# The Best (album de Girls' Generation)
Pour les articles homonymes, voir Best.
Albums de Girls' Generation
Mr.Mr.
(2014) Lion Heart
(2015)
The Best est le premier album regroupant des pistes à succès déjà sorties du groupe féminin sud-coréen Girls' Generation. L'album est sorti le 23 juillet 2014 au Japon. Mise à part les chansons déjà connues du public, l'album contient aussi des titres inédits comme "Indestructible", "Divine", "Chain Reaction", et "Show Girls". À ce jour, c'est leur dernier album japonais et le dernier sorti avec l'ex-membre Jessica.

## Sortie
Le 23 juillet 2014 l'album The Best s'est hissé en haut du classement quotidien musical japonais Oricon, vendant plus de 37 000 copies. Après la 1re semaine, l'album a été vendu à plus de 75 000 copies, prenant la tête du classement hebdomadaire aussi. Le groupe est donc devenu le premier groupe féminin d'Asie non-japonais à avoir trois albums en japonais à avoir été classés à la première place,. L'album a passé deux semaines à la première place dans le classement Oricon,, et a vendu plus de 175 000 copies.

## Pistes
| 1.    | Genie (Version japonaise)         | Kanata Nakamura, Yoo Young-jin                                                                | Fridolin Nordso Schjoldan, Nermin Harambasic, Robin Jensen, Ronny Svendsen, Anne Judith Wik, Yoo Young-jin | 3:42 |
| 2.    | Gee (Version japonaise)           | Kanata Nakamura, E-Tribe                                                                      | E-Tribe | 3:21 |
| 3.    | Run Devil Run (Version japonaise) | Kanata Nakamura, Hong Ji-Yu                                                                   | Alex James, Michael Busbee, Kalle Engström                                                                 | 3:21 |
| 4.    | Mr. Taxi (Version japonaise)      | STY                                                                                           | STY, Scott Mann, Chad Royce, Paolo Prudencio, Allison Veltz                                                | 3:33 |
| 5.    | Bad Girl                          | Hiro                                                                                          | Hiro, Jörgen Elofsson, Jesper Jakobson, Lauren Dyson                                                       | 3:44 |
| 6.    | Time Machine                      | Andy Love, Hiro                                                                               | Robert Habolin, Marlene Strand                                                                             | 3:53 |
| 7.    | Paparazzi                         | Fredrik Thomander, Johan Becker, Junji Ishiwatari                                             | Miles Walker                                                                                               | 3:47 |
| 8.    | Oh! (Version japonaise)           | Kenzie, Nozomi Maezawa, Kim Jungbae, Kim Younghu                                              | Kenzie | 3:09 |
| 9.    | All My Love is for You            | Junji Ishiwatari, Sebastian Thott, Didrik Thott, Robin Lerner                                 | Sebastian Thott                                                                                            | 3:43 |
| 10.   | Flower Power                      | Johan Gustafson, Fredrik Häggstam, Sebastian Lundberg, Nasa Aprisia Florida, Junji Ishiwatari | Trinity | 3:18 |
| 11.   | Beep Beep                         | Jeff Miyahara, Anne Judith Wik, Ronny Svendsen, Nermin Harambasic, Robin Jenssen              | Dsign Music                                                                                                | 3:21 |
| 12.   | Love & Girls                      | Kamikaoru                                                                                     | Erik Lidbom, Ronny Svendsen, Anne Judith Wik                                                               | 3:07 |
| 13.   | Galaxy Supernova                  | Kamikaoru, Frederik Nordsø Schjoldan, Fridolin N. Schjoldan, Martin Hedegaard                 | Kamikaoru, Frederik Nordsø Schjoldan, Fridolin N. Schjoldan, Martin Hedegaard                              | 3:09 |
| 14.   | My Oh My                          | Erik Lewander, Ylva Dimberg, Louis Schoorl                                                    | Erik Lewander, Ylva Dimberg, Louis Schoorl                                                                 | 3:10 |
| 15.   | Mr.Mr. (Version japonaise)        | Kim Hee Jeong, Cho Yoon Kyung                                                                 | The Underdogs                                                                                              | 3:55 |
| 16.   | Indestructible                    | Kamikaoru                                                                                     | Claire Rodrigues, Albi Albertsson, Chris Meyer                                                             | 3:39 |
| 55:52 |                                   |                                                                                               | |      |

## Classements et certification
| Classement (2014)                  | Meilleure position |
| ---------------------------------- | ------------------ |
| Japanese Albums (Oricon)           | 1                  |
| Japan Hot Albums (Billboard Japan) | 1                  |
| Taïwan (G-Music)                   | 1                  |

| Classement (2015) | Meilleure position |
| ----------------- | ------------------ |
| Taïwan (G-Music)  | 4                  |

| Région       | Certification |
| ------------ | ------------- |
| Japon (RIAJ) | Gold          |